# William Merriam Burton
William Merriam Burton (17 novembre 1865 - 29 décembre 1954) est un chimiste américain qui développe un procédé de craquage thermique largement utilisé pour le pétrole brut.

## Biographie
Burton est né à Cleveland, Ohio. En 1886, il obtient un baccalauréat ès sciences à l'Université Case Western Reserve. Il obtient un doctorat à l'Université Johns-Hopkins en 1889.
Burton travaille d'abord pour la raffinerie Standard Oil à Whiting, Indiana. Il devient président de Standard Oil de 1918 à 1927, date à laquelle il prend sa retraite.
Le procédé de craquage thermique inventé par Burton, devenu (en) Brevet U.S. 1049667 le 7 janvier 1913, double le rendement en essence pouvant être extrait du pétrole brut.
La première méthode de craquage thermique, le procédé de craquage Shukhov, est inventée par l'ingénieur russe Vladimir Choukhov (1853-1939), dans l'empire russe, brevet n° 12926, 27 novembre 1891. Burton est décédé à Miami, en Floride.